# ویلیام فینه‌گن
ویلیام فینه‌گن (انگلیسی: William Finnegan؛ زادهٔ ۱۹۵۲) یک روزنامه‌نگار مشهور و نویسندهٔ هفته‌نامهٔ ادبی نیویورکر اهل ایالات متحده آمریکا است.
او به‌ویژه دربارهٔ نژادپرستی، سیاست مکزیک و آمریکای جنوبی، مناقشات و کشمکش‌های موجود در آفریقای جنوبی و مسئلهٔ فقر در ایالات متحده آمریکا می‌نویسند.
یکی دیگر از دلایل شهرت او، مقالاتش دربارهٔ موج‌سواری است.